# Droga Kaszubska

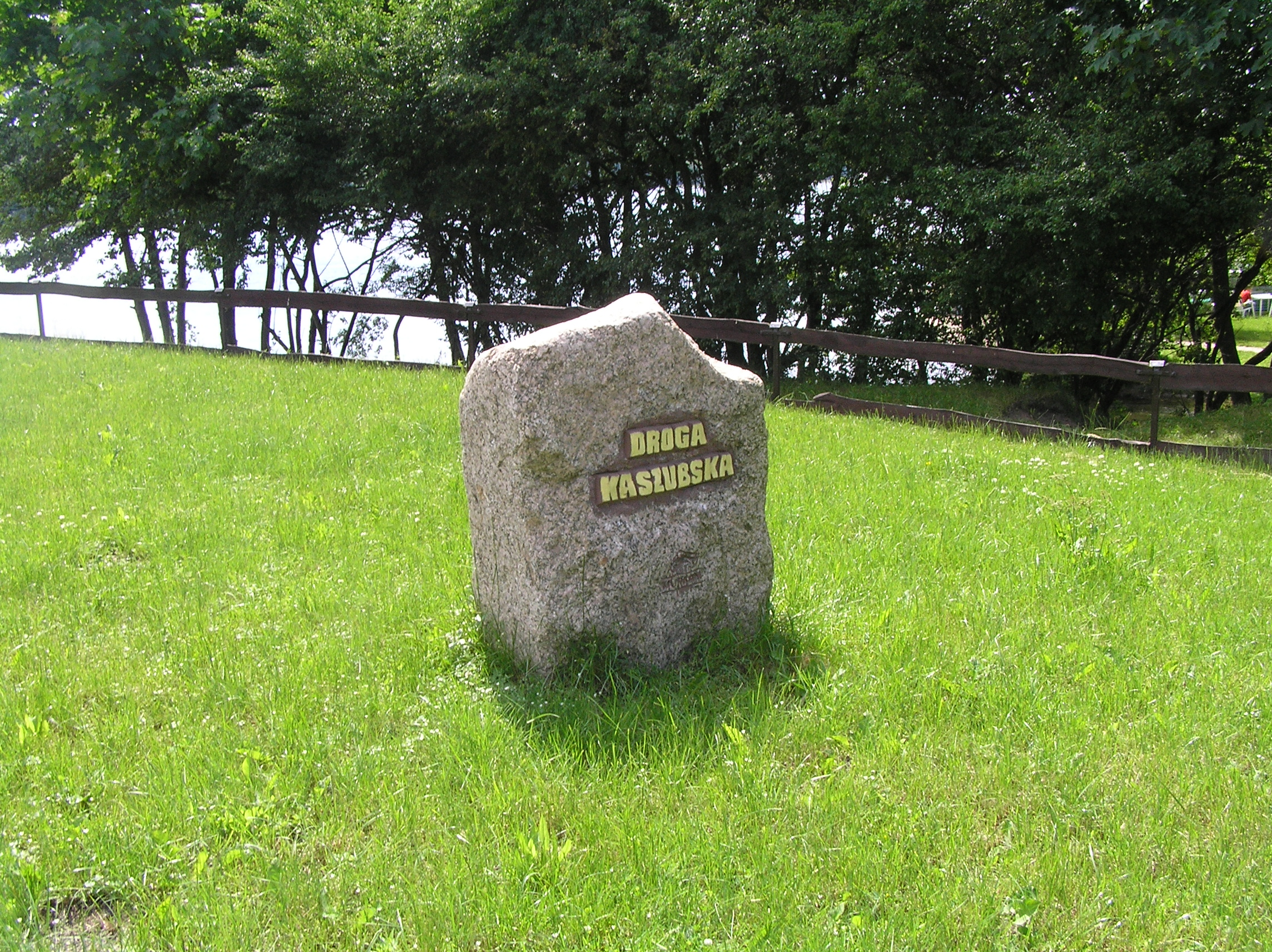
Znak Drogi Kaszubskiej w Ostrzycach.

Droga Kaszubska (kaszub. Kaszëbskô Droga) – trasa turystyczna dla zmotoryzowanych długości 21 km, wybudowana w latach 1965–1967 z inicjatywy Bernarda Szczęsnego na atrakcyjnym i malowniczym odcinku Kaszubskiego Parku Krajobrazowego w województwie pomorskim.
Szlak rozpoczyna się w Garczu (na skrzyżowaniu z drogą wojewódzką nr 211), następnie wiedzie w kierunku południowym przez Chmielno, Zawory, Ręboszewo, Brodnicę Dolną i Ostrzyce. Ostatni odcinek przebiega w bezpośrednim sąsiedztwie Wieżycy (328,7 m n.p.m.), kończąc się na skrzyżowaniu z drogą krajową nr 20 ze Stargardu do Gdyni.
Na trasie Drogi Kaszubskiej znajdują się jeziora: Łapalickie, Białe, Kłodno, Małe Brodno, Wielkie Brodno i Ostrzyckie..